# Euphrosyne
Euphrosyne é um género botânico pertencente à família Asteraceae.